# 费利斯德塞图
费利斯德塞图是巴西阿拉戈斯州的一个市镇。总面积91.82平方公里，总人口4316人，人口密度47.0人/平方公里。